# Miszkieniki Wielkie
Miszkieniki Wielkie [miʂkʲɛˈniki ˈvjɛlkʲɛ] est un village polonais de la gmina de Szudziałowo dans le powiat de Sokółka et dans la voïvodie de Podlachie.